# Pharsalia subgemmata
Pharsalia subgemmata là một loài bọ cánh cứng trong họ Cerambycidae.